# Undzer Shtime
Undzer Shtime (Nossa Voz em português) foi uma jornal de circulação semanal com sede na cidade de São Paulo.
Fundado pela BIBSA (Biblioteca Scholem Aleichem - uma entidade judaica brasileira) em 3 de abril de 1947, este semanário era editado em português e iídish por Israel Fetbrot. O Undzer Shtime tinha uma sucursal na cidade do Rio de Janeiro e sua finalidade era congregar a comunidade judaica brasileiro e ajudar os judeus europeus, nos esforços de pós guerra, para reagrupar famílias separadas pelo Holocausto.